# John McAfee
John David McAfee (18 tháng 9 năm 1945 - 23 tháng 6 năm 2021) là một lập trình viên máy tính người Mỹ, ứng cử viên Tổng thống đảng Tự Do năm 2016, và là người phát triển của các chương trình chống virus thương mại đầu tiên. Chương trình này mang thương hiệu McAfee trong nhiều năm, cho đến khi nó đã được Intel mua lại và mang tên Intel.

## Thời trẻ
McAfee sinh ra tại Cinderford, Vương quốc liên hiệp Anh và Bắc Ireland ngày 18 tháng 9 năm 1945 trong một căn cứ Lục quân Hoa Kỳ. Ông có cha là một lính Mỹ đóng quân tại Anh và mẹ là người Anh. Sau khi giải ngũ, cha của John đưa cả gia đình về và lớn lên ở Salem, Virginia, Hoa Kỳ. Gia đình John sớm tan vỡ năm McAfee 15 tuổi do người cha nghiện rượu, hay ngược đãi vợ con đã tự sát bằng súng sau nhiều năm trầm cảm.
Vốn là một học sinh xuất sắc, John được nhận vào khoa Toán Đại học Roanoke năm 1967 và quyết định học lên thạc sĩ Toán ở Đại học Tây Bắc Louisiana nhưng bị đuổi học năm 1968 do có quan hệ yêu đương với một sinh viên đại học - người sau này trở thành vợ đầu của ông.

## Phát triển các chương trình chốngvirus thương mạiđầu tiên trên thế giới
Từ năm 1968 đến năm 1970, ông được nhận vào làm lập trình viên cho dự án Apollo của NASA. Sau khi dự án kết thúc, John trở thành kĩ sư phần mềm cho Tập đoàn Univac, rồi sau đó là Xerox tới năm 1978 và Công ty tư vấn Booz Allen Hamilton từ năm 1980 đến 1982.
Năm 1986, John thành lập công ty McAfee tại Santa Clara, California với một kế hoạch hoạt động đơn giản: tạo ra một chương trình diệt virus máy tính, sau đó để mọi người Download phần mềm miễn phí. Khi Công ty McAfee bắt đầu phát triển, John mua một căn phòng ở Winnebago, xếp đầy máy tính và tuyên bố thành lập đội y tế chống Virus máy tính đầu tiên trên thế giới. Hơn 50 công ty thuộc top 100 công ty lớn nhất Hoa Kỳ đã sử dụng phần mềm McAfee và họ bắt đầu trả tiền cho công ty của John. Kiến thức lập trình và tài năng quảng cáo đã mang lại cho John khối tài sản khổng lồ. Năm 1982, khi công ty của John lên Sàn giao dịch chứng khoán NASDAQ, giá trị Cổ phiếu lên tới 80 triệu USD McAfee cũng quan tâm các ứng dụng điện thoại thông minh, yoga, và thuốc kháng sinh hoàn toàn tự nhiên.

## ĐếnBelizevà các cáo buộc
Tài sản của ông đã lên đến mức cao nhất 100 triệu USD, trước khi đầu tư của ông bị thiệt hại trong cuộc khủng hoảng toàn cầu năm 2008. Tính đến năm 2009, ông đã bán gần hết tài sản của mình.  Sau đó, John tìm cách chuyển đến hòn đảo Belize tại quốc gia cùng tên - Belize. John bắt đầu nuôi khát vọng thay đổi hòn đảo nghèo: ông liên tục xây nhà, mở xí nghiệp sản xuất Xì gà, công ty phân phối cà phê, công ty vận tải... John chia tay người bạn gái lâu năm Jennifer Irwin sau khi phải lòng một gái mại dâm 16 tuổi tên Amy Emwishller và vẫn tiếp tục ở bên cô gái này sau khi Amy suýt chút nữa bắn chết ông nhằm cướp tiền.
Sau một thời gian, John nhận ra nơi này là một bến trung chuyển ma tuý đến México và cuộc sống trên hòn đảo vô cùng nguy hiểm. Quá lo sợ, John bỏ tiền mua chuộc một số thành viên băng đảng địa phương về làm vệ sĩ cho mình, xây đồn cảnh sát và nhà tù. Đến năm 2012, chính quyền Belize không thể ngoảnh mặt làm ngơ được nữa, và buộc phải cử lực lượng đặc nhiệm đến bắt giữ John. Trong cuộc khám xét, cơ quan chức năng thu được 10 khẩu súng cùng 320 băng đạn, và John phải ngồi tù một đêm do sở hữu vũ khí bất hợp pháp.
Ngay sau khi rời khỏi nhà tù, John lớn tiếng buộc tội chính quyền Belizeddax bắt giữ ông vì ông không chịu hối lộ các quan chức, và John quyết định chuyển đến thị trấn San Pedro sau đó đến Guatemala bằng đường thủy. Tại Guatemala, John nhận lời trả lời phỏng vấn cho tờ Vice và từ những chi tiết trong bức ảnh. Cơ quan chức năng Belize tìm ra nơi ông lẩn trốn và tiến hành bắt giữ. Sau khi bị dẫn độ đến Belize, ông giả vờ bị đau tim để được nhập viện và "câu giờ" cho đến khi luật sư kiến nghị để ông được quay về Hoa Kỳ vào năm 2013. Ngay trong đêm ông hạ cánh tại Miami, Hoa Kỳ, ông đã gặp gỡ một gái bán hoa tên Janice Dyson - người sau này sẽ trở thành vợ ba của John.

## Trở lạiHoa Kỳ
John quay lại làm lập trình viên, nhậm chức Giám đốc công ty công nghệ MGT và vào năm 2012, John đại diện Đảng Tự do để tranh cử tổng thống. Ngày 08 tháng 9 năm 2015, McAfee công bố rằng ông sẽ tranh cử Tổng thống Hoa Kỳ trong cuộc bầu cử tổng thống Hoa Kỳ 2016 với tư cách ứng cử viên của một đảng chính trị mới được thành lập gọi là Đảng Cyber.Sau thất bại thảm hại vào năm 2012, 2016, ông lại tranh cử năm 2020 nhưng Đảng Tự do đã từ chối đề cử John sau một loạt những phát biểu gây tranh cãi của ông về tiền ảo.    
Ngày 03 tháng 10 năm 2020, ông bị bắt giữ tại Sân bay Barcelona–El Prat, Tây Ban Nha khi chuẩn bị lên chuyến bay tới Istanbul (Thổ Nhĩ Kỳ) bằng hộ chiếu Anh vì trốn thuế và trục lợi từ thao túng tiền ảo trong các năm thuế 2016, 2017 và 2018. Bộ Tư pháp Hoa Kỳ khẳng định John kiếm lời hàng triệu USD từ việc quảng cáo tiền ảo, diễn thuyết, tư vấn cho một số doanh nghiệp... tuy nhiên ông trốn thuế bằng cách sử dụng tiền ảo và gửi tiền qua nhiều tài khoản ngân hàng ma. Nếu bị kết tội, ông John có thể sẽ phải đối mặt với một bản án rất nặng. Đáp trả lại những cáo buộc này, John khẳng định mình đã trả hàng triệu USD tiền thuế và Chính quyền liên bang Hoa Kỳ đang "bịt miệng" ông vì John đã khui ra nạn tham nhũng trong hệ thống ngân hàng Hoa Kỳ. Bất chấp những lời kêu oan của ông, Bộ Tư pháp Tây Ban Nha vẫn đồng ý để Bộ Tư pháp Hoa Kỳ dẫn độ John về Hoa Kỳ và khẳng định những lời nói của John là không có căn cứ.

## Cái chết
Ngày 23 tháng 6 năm 2021, Javier Villalba, luật sư của ông McAfee, cho biết thân chủ của mình tự sát bằng cách treo cổ, do tinh thần ngày càng xuống dốc sau 9 tháng bị giam trong tù.